# Big Band (album)
Albums de Chet Baker
Köln Concert Featuring Dick Twardzik
(1955) Quartet: Russ Freeman/Chet Baker
(1956)
Big Band est un album du trompettiste Chet Baker enregistré en 1956 et paru sur le label Pacific Jazz Records. Le titre peut sous entendre la présence d'un grand orchestre, mais seul quatre morceaux sont interprétés à 11 musiciens, les autres titres par un nonet. Chet Baker est associé à des musiciens de talents, en particulier les saxophonistes Art Pepper et Bud Shank ou le pianiste Bobby Timmons.

## Contexte

### Enregistrements
Les enregistrements des 10 morceaux ont lieu à Los Angeles (Californie) le 18 octobre 1956 (titres 2, 4-6, 8-9) et le lendemain (titre 3) ainsi que le 26 octobre suivant (titres 1, 7, 10).

### Musiciens
| Musicien         | Instrument              | Titre       |  | Équipe technique |                         |
| ---------------- | ----------------------- | ----------- |  | ---------------- | ----------------------- |
| Chet Baker       | trompette               | 1-10        |  | Richard Bock     | producteur              |
| Conte Candoli    | trompette               | 1, 7, 10    |  | Malcolm Addey    | ingénieur               |
| Norman Faye      | trompette               | 1, 7, 10    |  | Russ Wilson      | liner notes             |
| Bill Perkins     | saxophone ténor         | 1, 7, 10    |  | Michael Cuscuna  | liner notes (réédition) |
| Bob Graf         | saxophone ténor         | 2-6, 8-9    |  | John Altoon      | couverture              |
| Phil Urso        | saxophone ténor         | 1, 7, 10    |  |                  |                         |
| Phil Urso        | saxophone ténor et alto | 2-6, 8-9    |  |                  |                         |
| Art Pepper       | saxophone alto          | 1, 7, 10    |  |                  |                         |
| Fred Waters      | saxophone alto          | 2-6, 8-9    |  |                  |                         |
| Bud Shank        | saxophone alto          | 1, 7, 10    |  |                  |                         |
| Bill Hood        | saxophone baryton       | 2-6, 8-9    |  |                  |                         |
| Bob Burgess      | trombone                | 2-6, 8-9    |  |                  |                         |
| Frank Rosolino   | trombone                | 1, 7, 10    |  |                  |                         |
| Jimmy Bond       | contrebasse             |             |  |                  |                         |
| James McKean     | batterie                | 3           |  |                  |                         |
| Lawrence Marable | batterie                | 1, 7, 10    |  |                  |                         |
| Peter Littman    | batterie                | 2, 4-6, 8-9 |  |                  |                         |

## Titres
| N°     | Titre                       | Compositeur                              | Durée |
| ------ | --------------------------- | ---------------------------------------- | ----- |
| Face 1 |                             |                                          |       |
| 1.     | A Foggy Day                 | George Gershwin, Ira Gershwin            | 3:25  |
| 2.     | Mythe                       | Christian Chevallier, Pierre Michelot    | 4:20  |
| 3.     | Worryin' the Life Out of Me | Miff Mole, Bob Russell, Frank Signorelli | 5:20  |
| 4.     | Chet                        | Pierre Michelot                          | 3:52  |
| 5.     | Not Too Slow                | Christian Chevallier, Pierre Michelot    | 3:49  |
| Face 2 |                             |                                          |       |
| 6.     | Phil's Blues                | Phil Urso                                | 4:34  |
| 7.     | Darn That Dream             | Eddie DeLange, Jimmy VanHeusen           | 3:26  |
| 8.     | Dinah                       | Harry Akst, Sam M. Lewis, Joe Young      | 4:35  |
| 9.     | V-Line                      | Christian Chevallier                     | 4:08  |
| 10.    | Tenderly                    | Walter Gross, Jack Lawrence              | 3:22  |

## Réception
Sur AllMusic, Lindsey Planer regrette la faible qualité de l'enregistrement principal et fait remarquer à propos du style général de l'album que « le débat principal selon lequel le style de Baker s'apparente davantage au bop - et à un résidu post-bop - plutôt qu'au style cool West Coast auquel il est souvent rattaché, se confirme vraiment à travers non seulement les quatre premiers morceaux interprétés par le grand orchestre, mais aussi sur le reste de l'album ».